# رابرت هاموند (بازیکن فوتبال)
رابرت هاموند (انگلیسی: Robert Hammond; دهه ۱۹۵۰ – ۳۰ مهٔ ۲۰۱۷) بازیکن فوتبال اهل غنا بود.
از باشگاه‌هایی که در آن بازی کرده است می‌توان به باشگاه ورزشی هارتس آف اوک اشاره کرد.
وی همچنین در تیم ملی فوتبال غنا بازی کرده است.